# Huevos a la flamenca
Los huevos a la flamenca se trata de un plato elaborado con huevos (Huevos al plato) muy popular en la cocina andaluza (en concreto en Cádiz y otras capitales de Andalucía). Se trata de una elaboración sin receta específica que hace que cada cocinero o restaurante tenga una variante que denomina especialidad de la casa. Los ingredientes básicos son huevos y verduras. Es habitual en los restaurantes de Sevilla. Es un plato que se sirve caliente en la propia cazuela de barro.

## Características
En una cazuela de barro (o cualquier otro recipiente refractario) se estrellan unos huevos crudos con las yemas bien separadas. Se suele añadir al plato espárragos verdes o guisantes. A veces la fantasía del cocinero añade otras hortalizas: habas, judías verdes, calabacín. Todo ello se mete en un horno y se deja que los huevos cuajen, por regla general esto pasa al cuarto de hora (a ciento ochenta grados). Al plato se le añade unas rodajas finas de chorizo, jamón, etc. Se decora con unos triángulos de pimiento morrón, alcachofas, etc. En algunos casos se emplea salsa de tomate, o un refrito de cebollas rehogado con manteca de cerdo. A veces se añaden patatas fritas. 